# Café Örebro
Café Örebro var ett kaféprogram i SVT, som sändes från Örebro i Sverige under perioden 28 november 1995-4 april 1997. Programledare var Per Eric Nordquist.